# Akbar Fathallah Khan
Akbar Fathallah (Fathollah) Khan Sipahdar-i Azam (1860-1938) fou primer ministre de Pèrsia de l'octubre de 1920 al 21 de febrer de 1921. Va portar diversos títols sent els principals Beglerbegi, Salar-e Afkam, Salar-e Azam, Sardar-e Mansur (concedit el 1902/1903) i Sepahdar-e Azam (concedit el 1914/1915).
Era un notable de Gilan de gran fortuna privada, fill d'Hadjdju Khan Omsayim i nebot d'Akbar Khan beglerbegi de Rasht; junt amb aquest darrer fou per uns quants anys encarregat de les duanes de Gilan, Mazanderan i Khurasan. Akbar Khan va morir el 1890 i Fathallah es va casar amb la seva vídua i es va apoderar de la seva fortuna, ja que el difunt només havia deixat dues filles i la part d'elles va anar a la mare quan la noia va morir al cap de poc.
El 1900/1901 fou nomenat ministre de correus. Després va donar suport als constitucionalistes però quan es va produir el cop d'estat reaccionari del xa Muhammad Ali Shah, fou arrestat i desterrat al Mazanderan (17 de juny de 1908). Fins al dia anterior havia conservat el ministeri de correus i telègrafs.
Deposat el xa el 1909 després del triomf dels constitucionalistes, va retornar al seu antic ministeri, càrrec que va exercir tres vegades més. Fou també dues vegades ministre de justícia. El 29 d'agost de 1916 fou nomenat ministre de l'Interior al gabinet de Wotuq al-Dawla. En el tercer gabinet d'aquest, quan es va negociar el Tractat Anglopersa de 1919, fou ministre de guerra. L'octubre de 1920 va ascendir a primer ministre. Després del cop d'estat del 21 de febrer de 1921 va ser deposat, i es va refugiar a l'ambaixada britànica, però va poder sortir i tornar a casa seva a Rasht on va viure sense ser molestat fins al març de 1938 en què va morir.